# 鳩待峠
鳩待峠（はとまちとうげ）は、群馬県利根郡片品村にある峠。標高は1,591mである。

## 概要
尾瀬への玄関口のひとつで、尾瀬散策や至仏山登山の拠点となっている。山ノ鼻（尾瀬山の鼻ビジターセンター）までの歩行時間は約1時間～1時間10分である。また、至仏山をめぐる鳩待峠 - 至仏山 - 山ノ鼻のルートは急坂で残雪期は登山道が閉鎖されている。
峠上は中央分水嶺の一部である。また峠付近には鳩待山荘がある。
峠には駐車場があるが混雑時には交通規制がある。群馬県道260号尾瀬ヶ原土出線の津奈木 - 鳩待峠間は一部期間を除き、マイカー規制が行われており、一般車両では峠まで入れないことがある。マイカー規制時は、最寄の集落である戸倉にある駐車場からバス・タクシーなどの登録車両に乗り換えることで峠まで入れる。また、交通規制がない場合も鳩待峠の駐車場は狭いため、戸倉にある駐車場から公共交通機関を利用するよう呼びかけられている。

## 鳩待山荘
峠には東京パワーテクノロジーが運営する鳩待山荘がある。
鳩待山荘は1980年（昭和55年）に完成したが、併設する休憩所とともに老朽化していた。そのため、2025年に新しい山荘と休憩所を開業することとなり、旧山荘は2023年（令和5年）7月13日から解体工事に入った。
旧山荘は大部屋の和室のみで定員66人だった。新山荘は2階建てで洋室に変更され定員は42人となる。また、新しい休憩所は楕円状の多角形で尾瀬に関する展示コーナーも設けられる。